# 12603 Tanchunghee
12603 Tanchunghee è un asteroide della fascia principale. Scoperto nel 1999, presenta un'orbita caratterizzata da un semiasse maggiore pari a 2,3625958 au e da un'eccentricità di 0,1961559, inclinata di 3,21941° rispetto all'eclittica.
L'asteroide è dedicato allo studente singaporiano Tan Chun Ghee.